# Douzième district congressionnel du Michigan
Le 12e district congressionel du Michigan est un district situé dans le Michigan.
Le district a été créé pour la première fois lors de la redistribution et du redécoupage après le recensement de 1890. De 2003 à 2013, il était situé dans la banlieue intérieure de Détroit au nord, le long du corridor Interstate 696 dans les comtés de Macomb et d'Oakland, ainsi que dans une partie de Macomb au nord du corridor. Les limites des districts ont été redessinées en 1993 et 2003 en raison d'une nouvelle répartition à la suite des recensements de 1990 et 2000. Après que la carte congressionnel du Michigan ait été redessinée en 2022, le 12e a perdu Ann Arbor et la plupart de ses banlieues, et a été recentré autour des villes de Détroit et de Dearborn.
Lors du 113e Congrès (2013 à 2015), le district était représenté par John Dingell (D). Il a été membre du Congrès de ce district et d'autres pendant 59 ans au total, ce qui fait de lui le membre du Congrès le plus ancien de l'histoire des États-Unis. Son épouse Debbie Dingell lui a succédé, qui représente actuellement le district du 6e district congressionnel. La circonscription actuelle est représentée par la Démocrate Rashida Tlaib, qui représentait auparavant l'ancienne 13e circonscription.

## Géographie
| #   | Comté   | Siège   | Population |
| --- | ------- | ------- | ---------- |
| 125 | Oakland | Pontiac | 1 270 426  |
| 163 | Wayne   | Detroit | 1 751 169  |

### Villes, townships et villages de 10 000 personnes ou plus
- Detroit – 633 218
- Dearborn – 109 976
- Livonia – 95 535
- Westland – 85 420
- Southfield – 76 618
- Dearborn Heights – 63 292
- Redford Township – 49 504
- Garden City – 27 380
- Inkster – 26 088
- Southfield Township – 14 886
  - Beverly Hills – 10 584
  - Franklin – 3139

### Villes de 2500 à 10 000 personnes
- Lathrup Village – 4088

## Historique de vote
Ces dernières années,, le district a voté systématiquement pour le candidat du Parti Démocrate lors des Présidentielles.
| Année | Poste     | Résultats               |
| ----- | --------- | ----------------------- |
| 1992  | Président | Clinton 42,0 % - 40,0 % |
| 1996  | Président | Clinton 52,0 % - 48,0 % |
| 2000  | Président | Gore 61,0 % - 37,0 %    |
| 2004  | Président | Kerry 61,0 % - 39,0 %   |
| 2008  | Président | Obama 65,0 % - 33,0 %   |
| 2012  | Président | Obama 66,0 % - 33,0 %   |
| 2016  | Président | Clinton 61,0 % - 35,0 % |
| 2020  | Président | Biden 64,0 % - 34,0 %   |

## Liste des Représentants du district
| Membre                          | Parti        | Années                          | Congrès     | Histoire électorale |
| ------------------------------- | ------------ | ------------------------------- | ----------- | --- |
| District établit le 4 mars 1893 |              |                                 |             | |
| Samuel M. Stephenson (en)       | Républicain  | 4 mars 1893 - 3 mars 1897       | 53e , 54e   | Redécoupage depuis le 11e district et réélu en 1892. Réélu en 1894. Retrait. |
| Carlos D. Shelden (en)          | Républicain  | 4 mars 1897 - 3 mars 1903       | 55e - 57e   | Élu en 1896. Réélu en 1898. Réélu en 1900. Perds sa renomination. |
| H. Olin Young (en)              | Républicain  | 4 mars 1903 - 16 mai 1913       | 58e - 63e   | Élu en 1902. Réélu en 1904. Réélu en 1906. Réélu en 1908. Réélu en 1910. Démissionne alors qu'une contestation pour le siège était en cours. Perds la contestation de son élection. |
| Vacant                          | Vacant       | 16 mai 1913 - 26 août 1913      | 63e         | En raison d'une erreur dans la façon dont le nom de William J. MacDonald est apparu sur le bulletin de vote dans le Comté d'Ontonagon, certains votes n'ont pas été inclus dans le décompte officiel par le Conseil des Solliciteurs de l'État, même si leur inclusion dans les résultats non officiels a montré que MacDonald avait gagné. Par la suite, le Comité des Élections de la Chambre des États-Unis a présenté à l'unanimité une résolution à la salle plénière attribuant le siège à MacDonald. |
| William J. MacDonald (en)       | Progressiste | 26 août 1913 - 3 mars 1915      | 63e         | Remporte la contestation de son élection. Perds sa réélection. |
| W. Frank James (en)             | Républicain  | 4 mars 1915 - 3 janvier 1935    | 64e - 73e   | Élu en 1914. Réélu en 1916. Réélu en 1918. Réélu en 1920. Réélu en 1922. Réélu en 1924. Réélu en 1926. Réélu en 1928. Réélu en 1930. Réélu en 1932. Perds sa réélection. |
| Frank Hook (en)                 | Démocrate    | 3 janvier 1935 - 3 janvier 1943 | 74e - 77e   | Élu en 1934. Réélu en 1936. Réélu en 1938. Réélu en 1940. Perds sa réélection. |
| John B. Bennett (en)            | Républicain  | 3 janvier 1943 - 3 janvier 1945 | 78e         | Élu en 1942. Perds sa réélection. |
| Frank Hook (en)                 | Démocrate    | 3 janvier 1945 - 3 janvier 1947 | 79e         | Élu en 1944. Perds sa réélection. |
| John B. Bennett (en)            | Républicain  | 3 janvier 1947 - 9 août 1964    | 880e - 88e  | Élu en 1946. Réélu en 1948. Réélu en 1950. Réélu en 1952. Réélu en 1954. Réélu en 1956. Réélu en 1958. Réélu en 1960. Réélu en 1962. Décès. |
| Vacant                          | Vacant       | 9 août 1964 - 3 janvier 1965    | 88e         | |
| James G. O'Hara (en)            | Démocrate    | 3 janvier 1965 - 3 janvier 1977 | 89e - 94e   | Redécoupage depuis le 7e district et réélu en 1964. Réélu en 1966. Réélu en 1968. Réélu en 1970. Réélu en 1972. Réélu en 1974. Retrait. |
| David Bonior                    | Démocrate    | 3 janvier 1977 - 3 janvier 1993 | 95e - 102e  | Élu en 1976. Réélu en 1978. Réélu en 1980. Réélu en 1982. Réélu en 1984. Réélu en 1986. Réélu en 1988. Réélu en 1990. Redécoupage vers le 10e district. |
| Sander Levin                    | Démocrate    | 3 janvier 1993 - 3 janvier 2013 | 103e - 112e | Redécoupage depuis le 17e district et réélu en 1992. Réélu en 1994. Réélu en 1996. Réélu en 1998. Réélu en 2000. Réélu en 2002. Réélu en 2004. Réélu en 2006. Réélu en 2008. Réélu en 2010. Redécoupage vers le 9e district. |
| John Dingell                    | Démocrate    | 3 janvier 2013 - 3 janvier 2015 | 113e        | Redécoupage depuis le 15e district et réélu en 2012. Retrait. |
| Debbie Dingell                  | Démocrate    | 3 janvier 2015 - 3 janvier 2023 | 114e - 117e | Élue en 2014. Réélue en 2016. Réélue en 2018. Réélue en 2020. Redécoupage vers le 6e district. |
| Rashida Tlaib                   | Démocrate    | 3 janvier 2023 - Présent        | 118e - 119e | Redécoupage depuis le 13e district et réélue en 2022 et en 2024. |

## Résultats des récentes élections
Voici les résultats des dix précédents cycles électoraux dans le district.

## Frontières historiques du district

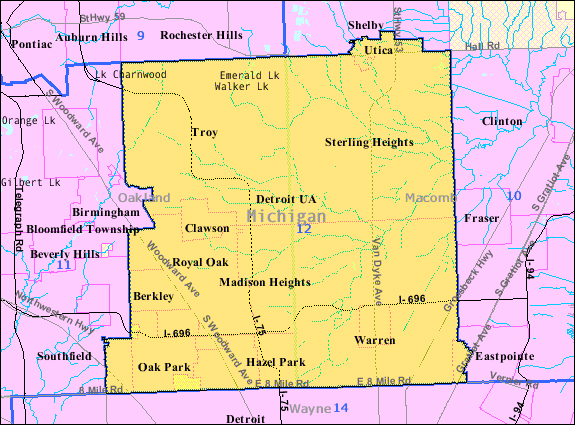
1993 - 2003

2003 - 2013

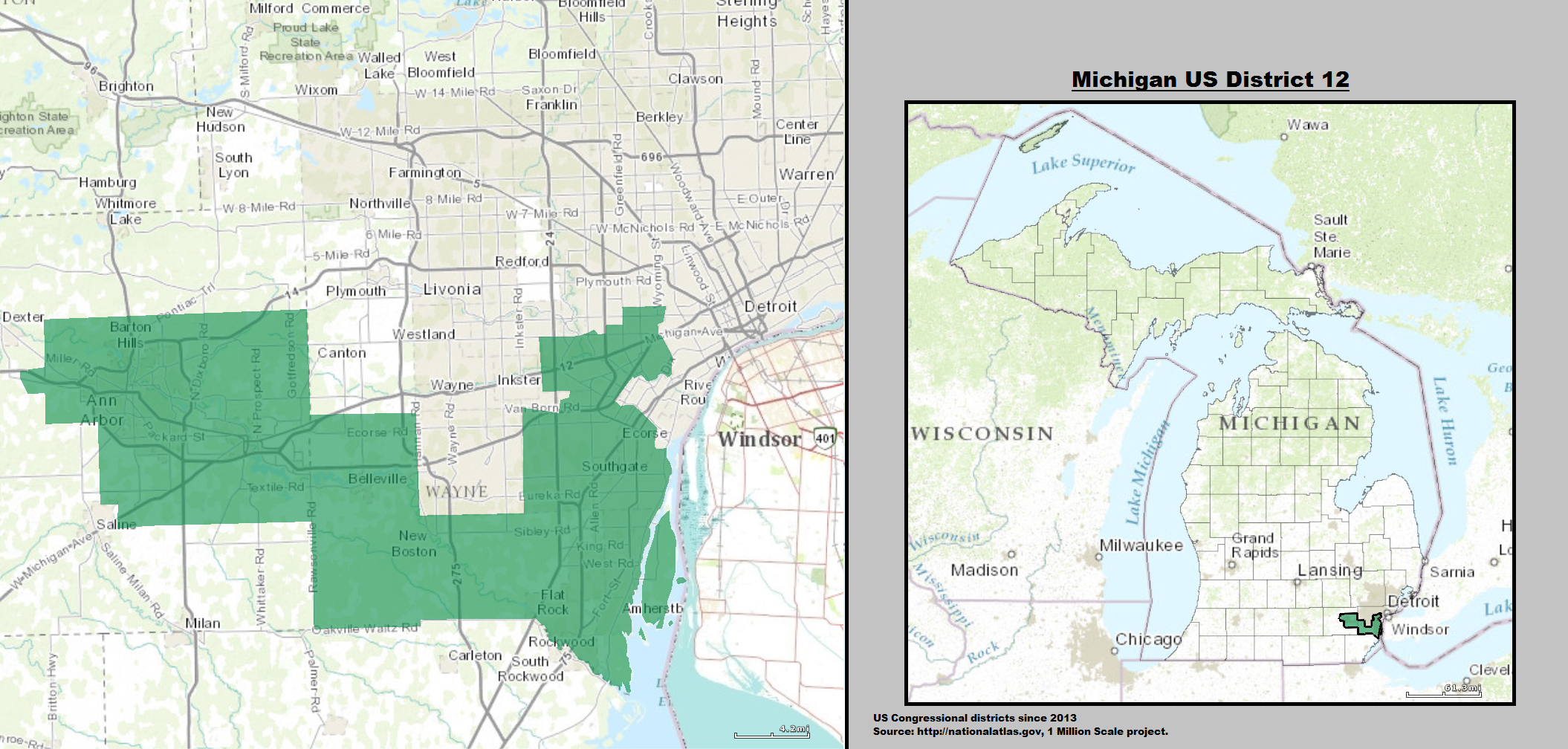
2013 - 2023

### 2004
| Élection de 2004 du 12e district congressionnel du Michigan | Élection de 2004 du 12e district congressionnel du Michigan | Élection de 2004 du 12e district congressionnel du Michigan | Élection de 2004 du 12e district congressionnel du Michigan | Élection de 2004 du 12e district congressionnel du Michigan |
| ----------------------------------------------------------- | ----------------------------------------------------------- | ----------------------------------------------------------- | ----------------------------------------------------------- | ----------------------------------------------------------- |
| Parti                                                       | Parti                                                       | Candidat                                                    | Votes                                                       | %                                                           |
|                                                             | Démocrate                                                   | Sander Levin (sortant)                                      | 210 827                                                     | 69,32                                                       |
|                                                             | Républicain                                                 | Randell J. Shafer                                           | 88 256                                                      | 29,02                                                       |
|                                                             | Libertarien                                                 | Dick Gach                                                   | 5051                                                        | 1,66                                                        |
| Total des votes                                             | Total des votes                                             | Total des votes                                             | 304 134                                                     | 100%                                                        |
|                                                             | Les Démocrates conservent                                   |                                                             |                                                             |                                                             |

### 2006
| Élection de 2006 du 12e district congressionnel du Michigan | Élection de 2006 du 12e district congressionnel du Michigan | Élection de 2006 du 12e district congressionnel du Michigan | Élection de 2006 du 12e district congressionnel du Michigan | Élection de 2006 du 12e district congressionnel du Michigan |
| ----------------------------------------------------------- | ----------------------------------------------------------- | ----------------------------------------------------------- | ----------------------------------------------------------- | ----------------------------------------------------------- |
| Parti                                                       | Parti                                                       | Candidat                                                    | Votes                                                       | %                                                           |
|                                                             | Démocrate                                                   | Sander Levin (sortant)                                      | 168 494                                                     | 70,17                                                       |
|                                                             | Républicain                                                 | Randell J. Shafer                                           | 62 689                                                      | 26,11                                                       |
|                                                             | Libertarien                                                 | Andy Lecureaux                                              | 3259                                                        | 1,36                                                        |
|                                                             | US Taxpayers                                                | Les Townsend                                                | 2076                                                        | 0,86                                                        |
|                                                             | Libertarien                                                 | Jerome S. White                                             | 1862                                                        | 0,78                                                        |
|                                                             | Vert                                                        | Art Myatt                                                   | 1735                                                        | 0,72                                                        |
| Total des votes                                             | Total des votes                                             | Total des votes                                             | 240 115                                                     | 100%                                                        |
|                                                             | Les Démocrates conservent                                   |                                                             |                                                             |                                                             |

### 2008
| Élection de 2008 du 12e district congressionnel du Michigan | Élection de 2008 du 12e district congressionnel du Michigan | Élection de 2008 du 12e district congressionnel du Michigan | Élection de 2008 du 12e district congressionnel du Michigan | Élection de 2008 du 12e district congressionnel du Michigan |
| ----------------------------------------------------------- | ----------------------------------------------------------- | ----------------------------------------------------------- | ----------------------------------------------------------- | ----------------------------------------------------------- |
| Parti                                                       | Parti                                                       | Candidat                                                    | Votes                                                       | %                                                           |
|                                                             | Démocrate                                                   | Sander Levin (sortant)                                      | 225 094                                                     | 72,07                                                       |
|                                                             | Républicain                                                 | Bert Copple                                                 | 74 565                                                      | 23,87                                                       |
|                                                             | Libertarien                                                 | John VIco                                                   | 4767                                                        | 1,53                                                        |
|                                                             | US Taxpayers                                                | Les Townsend                                                | 4076                                                        | 1,30                                                        |
|                                                             | Vert                                                        | William J. Opalicky                                         | 3842                                                        | 1,23                                                        |
| Total des votes                                             | Total des votes                                             | Total des votes                                             | 312 344                                                     | 100%                                                        |
|                                                             | Les Démocrates conservent                                   |                                                             |                                                             |                                                             |

### 2010
| Élection de 2010 du 12e district congressionnel du Michigan | Élection de 2010 du 12e district congressionnel du Michigan | Élection de 2010 du 12e district congressionnel du Michigan | Élection de 2010 du 12e district congressionnel du Michigan | Élection de 2010 du 12e district congressionnel du Michigan |
| ----------------------------------------------------------- | ----------------------------------------------------------- | ----------------------------------------------------------- | ----------------------------------------------------------- | ----------------------------------------------------------- |
| Parti                                                       | Parti                                                       | Candidat                                                    | Votes                                                       | %                                                           |
|                                                             | Démocrate                                                   | Sander Levin (sortant)                                      | 124 671                                                     | 61,08                                                       |
|                                                             | Républicain                                                 | Don Volaric                                                 | 71 372                                                      | 34,97                                                       |
|                                                             | Vert                                                        | Julia Williams                                              | 3038                                                        | 1,49                                                        |
|                                                             | Libertarien                                                 | Leonard Schwartz                                            | 2342                                                        | 1,15                                                        |
|                                                             | US Taxpayers                                                | Les Townsend                                                | 2285                                                        | 1,12                                                        |
|                                                             | Natural Law (en)                                            | Alan Jacquemotte                                            | 409                                                         | 0,20                                                        |
| Total des votes                                             | Total des votes                                             | Total des votes                                             | 204 117                                                     | 100%                                                        |
|                                                             | Les Démocrates conservent                                   |                                                             |                                                             |                                                             |

### 2012
| Élection de 2012 du 12e district congressionnel du Michigan | Élection de 2012 du 12e district congressionnel du Michigan | Élection de 2012 du 12e district congressionnel du Michigan | Élection de 2012 du 12e district congressionnel du Michigan | Élection de 2012 du 12e district congressionnel du Michigan |
| ----------------------------------------------------------- | ----------------------------------------------------------- | ----------------------------------------------------------- | ----------------------------------------------------------- | ----------------------------------------------------------- |
| Parti                                                       | Parti                                                       | Candidat                                                    | Votes                                                       | %                                                           |
|                                                             | Démocrate                                                   | John D. Dingell (sortant)                                   | 216 884                                                     | 67,9                                                        |
|                                                             | Républicain                                                 | Cynthia Kallgren                                            | 92 472                                                      | 29,0                                                        |
|                                                             | Libertarien                                                 | Richard Secula                                              | 9867                                                        | 3,1                                                         |
| Total des votes                                             | Total des votes                                             | Total des votes                                             | 319 223                                                     | 100%                                                        |
|                                                             | Les Démocrates conservent                                   |                                                             |                                                             |                                                             |

### 2014
| Élection de 2014 du 12e district congressionnel du Michigan | Élection de 2014 du 12e district congressionnel du Michigan | Élection de 2014 du 12e district congressionnel du Michigan | Élection de 2014 du 12e district congressionnel du Michigan | Élection de 2014 du 12e district congressionnel du Michigan |
| ----------------------------------------------------------- | ----------------------------------------------------------- | ----------------------------------------------------------- | ----------------------------------------------------------- | ----------------------------------------------------------- |
| Parti                                                       | Parti                                                       | Candidat                                                    | Votes                                                       | %                                                           |
|                                                             | Démocrate                                                   | Debbie Dingell                                              | 134 346                                                     | 65,0                                                        |
|                                                             | Républicain                                                 | Terry Bowman                                                | 64 716                                                      | 31,3                                                        |
|                                                             | Indépendant                                                 | Gary Walkowicz                                              | 5039                                                        | 2,4                                                         |
|                                                             | Libertarien                                                 | Bhagwan Dashairya                                           | 2559                                                        | 1,3                                                         |
| Total des votes                                             | Total des votes                                             | Total des votes                                             | 206 660                                                     | 100%                                                        |
|                                                             | Les Démocrates conservent                                   |                                                             |                                                             |                                                             |

### 2016
| Élection de 2016 du 12e district congressionnel du Michigan | Élection de 2016 du 12e district congressionnel du Michigan | Élection de 2016 du 12e district congressionnel du Michigan | Élection de 2016 du 12e district congressionnel du Michigan | Élection de 2016 du 12e district congressionnel du Michigan |
| ----------------------------------------------------------- | ----------------------------------------------------------- | ----------------------------------------------------------- | ----------------------------------------------------------- | ----------------------------------------------------------- |
| Parti                                                       | Parti                                                       | Candidat                                                    | Votes                                                       | %                                                           |
|                                                             | Démocrate                                                   | Debbie Dingell (sortante)                                   | 211 378                                                     | 64,3                                                        |
|                                                             | Républicain                                                 | Jeff Jones                                                  | 96 104                                                      | 29,3                                                        |
|                                                             | Working Class (en)                                          | Gary Walkowicz                                              | 9183                                                        | 2,8                                                         |
|                                                             | Libertarien                                                 | Tom Bagwell                                                 | 7489                                                        | 2,3                                                         |
|                                                             | Vert                                                        | Dylan Calewarts                                             | 4377                                                        | 1,3                                                         |
|                                                             | Indépendant                                                 | Ejaz Virk (write-in)                                        | 11                                                          | 0,0                                                         |
| Total des votes                                             | Total des votes                                             | Total des votes                                             | 328 542                                                     | 100%                                                        |
|                                                             | Les Démocrates conservent                                   |                                                             |                                                             |                                                             |

### 2018
| Élection de 2018 du 12e district congressionnel du Michigan | Élection de 2018 du 12e district congressionnel du Michigan | Élection de 2018 du 12e district congressionnel du Michigan | Élection de 2018 du 12e district congressionnel du Michigan | Élection de 2018 du 12e district congressionnel du Michigan |
| ----------------------------------------------------------- | ----------------------------------------------------------- | ----------------------------------------------------------- | ----------------------------------------------------------- | ----------------------------------------------------------- |
| Parti                                                       | Parti                                                       | Candidat                                                    | Votes                                                       | %                                                           |
|                                                             | Démocrate                                                   | Debbie Dingell (sortante)                                   | 200 588                                                     | 68,1                                                        |
|                                                             | Républicain                                                 | Jeff Jones                                                  | 85 115                                                      | 28,9                                                        |
|                                                             | Working Class (en)                                          | Gary Walkowicz                                              | 6712                                                        | 2,3                                                         |
|                                                             | Indépendant                                                 | Niles Niemuth                                               | 2213                                                        | 0,7                                                         |
| Total des votes                                             | Total des votes                                             | Total des votes                                             | 294 628                                                     | 100%                                                        |
|                                                             | Les Démocrates conservent                                   |                                                             |                                                             |                                                             |

### 2020
| Élection de 2020 du 12e district congressionnel du Michigan | Élection de 2020 du 12e district congressionnel du Michigan | Élection de 2020 du 12e district congressionnel du Michigan | Élection de 2020 du 12e district congressionnel du Michigan | Élection de 2020 du 12e district congressionnel du Michigan |
| ----------------------------------------------------------- | ----------------------------------------------------------- | ----------------------------------------------------------- | ----------------------------------------------------------- | ----------------------------------------------------------- |
| Parti                                                       | Parti                                                       | Candidat                                                    | Votes                                                       | %                                                           |
|                                                             | Démocrate                                                   | Debbie Dingell (sortante)                                   | 254 957                                                     | 66,4                                                        |
|                                                             | Républicain                                                 | Jeff Jones                                                  | 117 719                                                     | 30,7                                                        |
|                                                             | Working Class (en)                                          | Gary Walkowicz                                              | 11 147                                                      | 2,9                                                         |
| Total des votes                                             | Total des votes                                             | Total des votes                                             | 383 823                                                     | 100%                                                        |
|                                                             | Les Démocrates conservent                                   |                                                             |                                                             |                                                             |

### 2022
| Primaire Démocrate de 2022 du 12e district congressionnel du Michigan | Primaire Démocrate de 2022 du 12e district congressionnel du Michigan | Primaire Démocrate de 2022 du 12e district congressionnel du Michigan | Primaire Démocrate de 2022 du 12e district congressionnel du Michigan | Primaire Démocrate de 2022 du 12e district congressionnel du Michigan |
| --------------------------------------------------------------------- | --------------------------------------------------------------------- | --------------------------------------------------------------------- | --------------------------------------------------------------------- | --------------------------------------------------------------------- |
| Parti                                                                 | Parti                                                                 | Candidat                                                              | Votes                                                                 | %                                                                     |
|                                                                       | Démocrate                                                             | Rashida Tlaib (sortante)                                              | 61 635                                                                | 63,8                                                                  |
|                                                                       | Démocrate                                                             | Janice Winfrey                                                        | 21 636                                                                | 22,4                                                                  |
|                                                                       | Démocrate                                                             | Kelly Garrett                                                         | 8334                                                                  | 8,6                                                                   |
|                                                                       | Démocrate                                                             | Shanelle Jackson                                                      | 4927                                                                  | 5,1                                                                   |

| Primaire Républicaine de 2022 du 12e district congressionnel du Michigan | Primaire Républicaine de 2022 du 12e district congressionnel du Michigan | Primaire Républicaine de 2022 du 12e district congressionnel du Michigan | Primaire Républicaine de 2022 du 12e district congressionnel du Michigan | Primaire Républicaine de 2022 du 12e district congressionnel du Michigan |
| ------------------------------------------------------------------------ | ------------------------------------------------------------------------ | ------------------------------------------------------------------------ | ------------------------------------------------------------------------ | ------------------------------------------------------------------------ |
| Parti                                                                    | Parti                                                                    | Candidat                                                                 | Votes                                                                    | %                                                                        |
|                                                                          | Républicain                                                              | Steven Elliott                                                           | 14 431                                                                   | 52,9                                                                     |
|                                                                          | Républicain                                                              | James Hooper                                                             | 9651                                                                     | 35,4                                                                     |
|                                                                          | Républicain                                                              | Hassan Nehme                                                             | 3196                                                                     | 11,7                                                                     |

| Élection de 2022 du 12e district congressionnel du Michigan | Élection de 2022 du 12e district congressionnel du Michigan | Élection de 2022 du 12e district congressionnel du Michigan | Élection de 2022 du 12e district congressionnel du Michigan | Élection de 2022 du 12e district congressionnel du Michigan |
| ----------------------------------------------------------- | ----------------------------------------------------------- | ----------------------------------------------------------- | ----------------------------------------------------------- | ----------------------------------------------------------- |
| Parti                                                       | Parti                                                       | Candidat                                                    | Votes                                                       | %                                                           |
|                                                             | Démocrate                                                   | Rashida Tlaib (sortante)                                    | 196 643                                                     | 70,8                                                        |
|                                                             | Républicain                                                 | Steven Elliott                                              | 72 888                                                      | 26,3                                                        |
|                                                             | Working Class (en)                                          | Gary Walkowicz                                              | 8046                                                        | 2,9                                                         |
| Total des votes                                             | Total des votes                                             | Total des votes                                             | 277 577                                                     | 100%                                                        |
|                                                             | Les Démocrates conservent                                   |                                                             |                                                             |                                                             |

### 2024
| Primaire Démocrate de 2022 du 12e district congressionnel du Michigan | Primaire Démocrate de 2022 du 12e district congressionnel du Michigan | Primaire Démocrate de 2022 du 12e district congressionnel du Michigan | Primaire Démocrate de 2022 du 12e district congressionnel du Michigan | Primaire Démocrate de 2022 du 12e district congressionnel du Michigan |
| --------------------------------------------------------------------- | --------------------------------------------------------------------- | --------------------------------------------------------------------- | --------------------------------------------------------------------- | --------------------------------------------------------------------- |
| Parti                                                                 | Parti                                                                 | Candidat                                                              | Votes                                                                 | %                                                                     |
|                                                                       | Démocrate                                                             | Rashida Tlaib (sortante)                                              | 84 138                                                                | 99,9                                                                  |

| Primaire Républicaine de 2022 du 12e district congressionnel du Michigan | Primaire Républicaine de 2022 du 12e district congressionnel du Michigan | Primaire Républicaine de 2022 du 12e district congressionnel du Michigan | Primaire Républicaine de 2022 du 12e district congressionnel du Michigan | Primaire Républicaine de 2022 du 12e district congressionnel du Michigan |
| ------------------------------------------------------------------------ | ------------------------------------------------------------------------ | ------------------------------------------------------------------------ | ------------------------------------------------------------------------ | ------------------------------------------------------------------------ |
| Parti                                                                    | Parti                                                                    | Candidat                                                                 | Votes                                                                    | %                                                                        |
|                                                                          | Républicain                                                              | James Hooper                                                             | 12 001                                                                   | 60,5                                                                     |
|                                                                          | Républicain                                                              | Linda Sawyer                                                             | 7828                                                                     | 39,5                                                                     |

| Élection de 2020 du 12e district congressionnel du Michigan | Élection de 2020 du 12e district congressionnel du Michigan | Élection de 2020 du 12e district congressionnel du Michigan | Élection de 2020 du 12e district congressionnel du Michigan | Élection de 2020 du 12e district congressionnel du Michigan |
| ----------------------------------------------------------- | ----------------------------------------------------------- | ----------------------------------------------------------- | ----------------------------------------------------------- | ----------------------------------------------------------- |
| Parti                                                       | Parti                                                       | Candidat                                                    | Votes                                                       | %                                                           |
|                                                             | Démocrate                                                   | Rashida Tlaib (sortante)                                    | 253 354                                                     | 69,7                                                        |
|                                                             | Républicain                                                 | James Hooper                                                | 92 490                                                      | 25,4                                                        |
|                                                             | Vert                                                        | Brenda Sanders                                              | 9401                                                        | 2,6                                                         |
|                                                             | Working Class (en)                                          | Gary Walkowicz                                              | 8254                                                        | 2,3                                                         |
| Total des votes                                             | Total des votes                                             | Total des votes                                             | 363 499                                                     | 100%                                                        |
|                                                             | Les Démocrates conservent                                   |                                                             |                                                             |                                                             |